# Antheraea delegata
Antheraea delegata är en fjärilsart som beskrevs av Swinhoe 1893. Antheraea delegata ingår i släktet Antheraea och familjen påfågelsspinnare. Inga underarter finns listade i Catalogue of Life.